# A Game of Hearts
A Game of Hearts è un cortometraggio muto del 1910 diretto da Harry Solter e interpretato dall'attore canadese Charles Arling. In quello stesso anno, in luglio, era stato distribuito un altro cortometraggio dallo stesso titolo, prodotto dalla Powers Picture Plays.

## Produzione
Il film fu prodotto dall'Independent Moving Pictures Co. of America (IMP)

## Distribuzione
Il film - un cortometraggio di 146 metri - uscì nelle sale statunitensi il 10 ottobre 1910, presentato da Carl Laemmle e distribuito dall'Independent Moving Pictures Co. of America (IMP).